# ستيفن لانغ
ستيفن لانغ (بالإنجليزية: Stephen Lang) (و. 1952 – م) هو ممثل، وممثل أفلام، وممثل مسرحي، وممثل تلفزيوني من الولايات المتحدة الأمريكية . ولد في مدينة نيويورك .

## التعليم
تعلم في Swarthmore College

## روابط خارجية
- ستيفن لانغ على موقع IMDb (الإنجليزية)
- ستيفن لانغ على موقع روتن توميتوز (الإنجليزية)
- ستيفن لانغ على موقع ألو سيني (الفرنسية)
- ستيفن لانغ على موقع ميوزك برينز (الإنجليزية)
- ستيفن لانغ على موقع تيرنر كلاسيك موفيز (الإنجليزية)
- ستيفن لانغ على موقع أول موفي (الإنجليزية)
- ستيفن لانغ على موقع قاعدة بيانات برودواي على الإنترنت (الإنجليزية)
- ستيفن لانغ على موقع قاعدة بيانات الأفلام السويدية (السويدية)
- ستيفن لانغ على موقع إن إن دي بي (الإنجليزية)
- ستيفن لانغ على موقع قاعدة بيانات الفيلم (الإنجليزية)